# 야마모토 유다이 (축구 심판)
야마모토 유다이(일본어: 山本 雄大 야마모토 유다이[*], 1983년 3월 4일 ~ )는 일본의 축구 심판으로 2011년부터 FIFA 국제 심판으로 활약하고 있다.

## 생애
교토 부립 조요 고등학교를 다니던 때 국민 체육 대회에 출전했었고, 고등학교를 졸업하고 자위대에 입대했다. 자위대에서 나온 뒤 2007년에 일본 축구 협회 심판 대학에 4기생으로 들어갔다. 보통 일본 축구 협회 심판 대학에서는 2년에 한 번 1급 승격 심사를 하지만 야마모토는 실력을 인정받아 1년만에 승격 심사에 합격했다.

## 경력
2009년부터 J2리그에서 주심으로 활약했고 2010년부터 J1리그 주심으로 활약했다. 2011년 1월에 FIFA 국제 심판이 됐다. 2012년 1월 15일에 열린 대한민국 U-23과 태국의 2012년 킹스컵 경기에서 처음으로 국제 무대 주심을 맡았는데, 경기 도중에 한국영과 충돌해 쓰러뜨리기도 했다. 사흘 뒤에 열린 태국과 노르웨이의 킹스컵 경기에서 주심을 맡아 정식으로 국제 무대에서 모습을 보였다. 2013년 8월에는 일본 축구 협회와 폴란드 축구 협회 사이의 심판 교류 연수 프로그램에 따라 폴란드 축구 협회로 파견돼 엑스트라클라사 두 경기, 폴란드와 덴마크 사이의 친선 경기에서 주심을 맡았다.
2019년 5월 17일 우라와 레드 다이아몬즈와 쇼난 벨마레의 J1리그 경기에서 쇼난의 선수 스기오카 다이키가 찬 공이 우라와 측 골대 안의 골라인을 넘어 왼쪽 옆그물을 때리고 다시 바깥으로 나왔는데, 주심이었던 야마모토는 이를 득점으로 인정하지 않고 그대로 경기를 진행시켰다. 5월 20일 일본 축구 협회는 해당 판정을 오심이라고 인정하고 야마모토에게 2주간의 심판 배정 정지 처분을 내렸고, 야마모토는 문제가 된 장면이 선수와 겹쳐서 보이지 않아 부심의 의견을 듣고 득점을 인정하지 않았다고 말했다.

## 수상 경력
- 일본 풋볼 리그 2008 우수심판상